# Crawford County (Michigan)
Crawford County je okres ve státě Michigan v USA. K roku 2010 zde žilo 14 074 obyvatel. Správním městem okresu je Grayling. Celková rozloha okresu činí 1 459 km².

## Sousední okresy
| Růžice kompasu | Antrim County    | Otsego County              | Montmorency County | Růžice kompasu |
| Růžice kompasu | Kalkaska County  | Sever                      | Oscoda County      | Růžice kompasu |
| Růžice kompasu | Kalkaska County  | Crawford County (Michigan) | Oscoda County      | Růžice kompasu |
| Růžice kompasu | Kalkaska County  | Jih                        | Oscoda County      | Růžice kompasu |
| Růžice kompasu | Missaukee County | Roscommon County           | Ogemaw County      | Růžice kompasu |